# Przemysław Goc

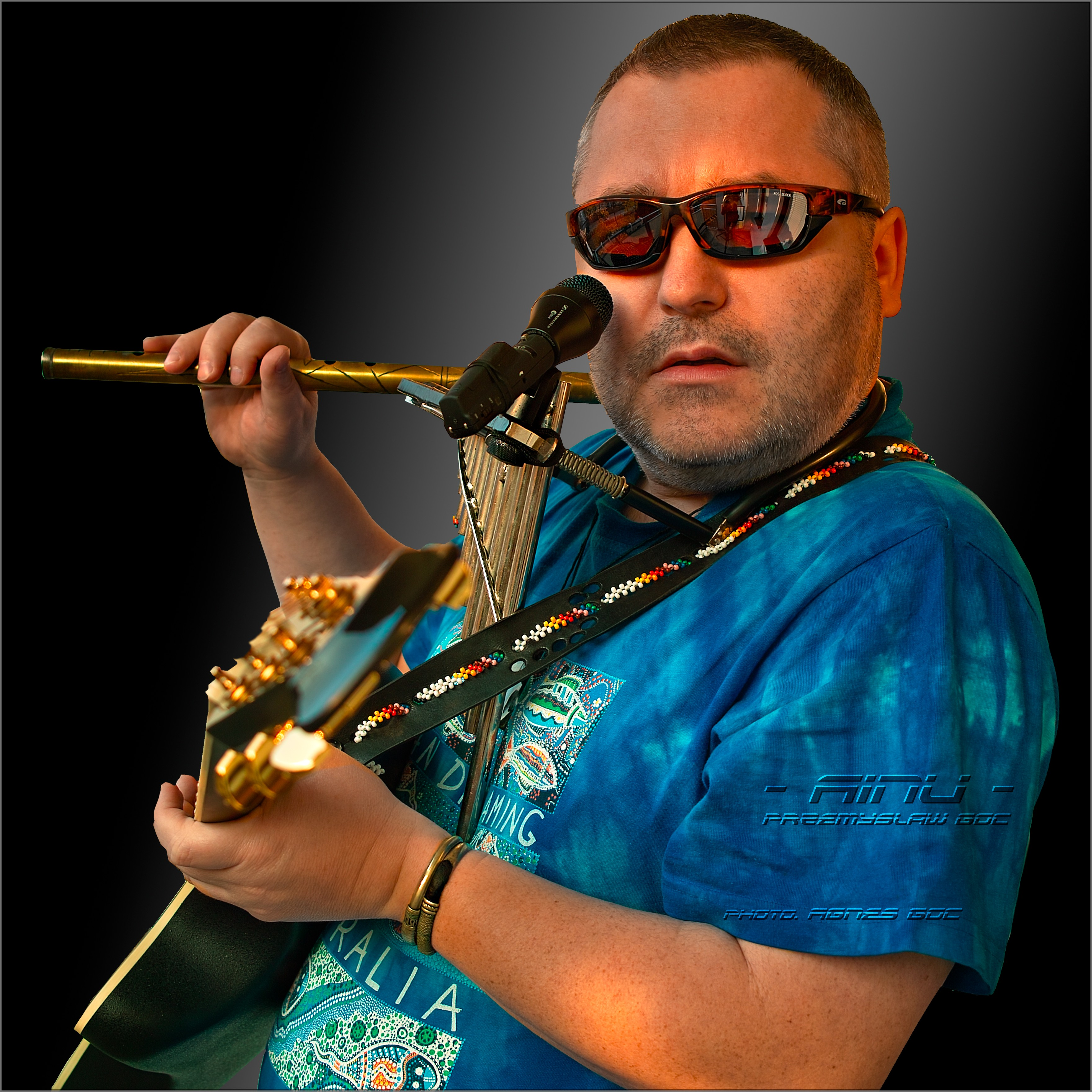
Przemysław Goc - AINU - world music

Przemysław Goc (alias: AINU wcześniej: Titilo) (ur. 14 lutego 1967 w Poznaniu) – producent muzyczny, kompozytor i multiinstrumentalista, grający muzykę etniczną. Jego twórczość to połączenie elementów world fusion i muzyki elektronicznej. 
Artysta jest autorem ponad 200 utworów oraz 50 wideo-klipów, a teledysk "Tisbia" był nominowany do nagrody na Festiwalu Yach Film w 2002 w kategorii "Inna energia".
Przemyslaw Goc to również fotografik. Zdjęcia ze swoich podróży (Europa, Nepal, Tybet, Indie, Australia, Nowa Zelandia, Indonezja, Malezja, Maroko, Tunezja, Tajlandia, Singapur inne) prezentuje podczas swoich widowiskowych koncertów, grając na takich instrumentach muzycznych, jak flety, Fletnia Pana, quena, gitara elektroakustyczna, didgeridoo, bębny, tybetańskie gongi. 
Podróże były inspiracją do nagrania płyt z muzyką w rytmach ze wszystkich kontynentów świata. Artysta jest również wynalazcą unikalnych instrumentów muzycznych jak : "Eagle Harp" Odlana z brązu elektryczna harfa w kształcie skrzydeł Orła, "GocPanFlute" metalowe Fletnie Pana, metalowe flety proste w specjalnych autorskich strojach pentatonicznych.

## Dyskografia
- CD1 " Inside " (1990–1992)
- CD2 " Titilo " (1993–1995)
- CD3 " Martini  "(1997)
- CD4 " Welele " (1998)
- CD5 " Earth '2000 " (2000)
- CD6 " Ainu " (2002)
- CD7 " Multi Culti Kanti " (2005)
- CD8 " Save Tibet " (2006–2008)
- CD9 " RaRoTonga " (2010)
- CD10 " 7 Days in Georgia " (2011)
- CD11 " QaraQorum " (2013)
- Single " Amorangi - The Last Warriors " (2014)
- Single " Fly Fly Fly " (2015)
- Single " Touch of Imam " (2015)
- Single " Wild Reindeer in Lavvu " (2016)

- Single " G O N D W A N A " (2017)

- Single " UHURU " (2019)
- Single " S h a n g r i - l a " (2019)
- Single " INDEEP " (2019)
- Single " Mystic Journey " (2020)
- Single " Secret Forest " (2020)
- Single " One Earth " (2020)
- Single " DragonFly " (2020)
- Single " CintaMani " (2020)
- Single " CintaMani - Pangea " (2020)
- Single " Jungle Voices " (2020)
- Single " Lonely Joiker " (2020)
- Single " Lapp Lullaby " (2020)
- Single " Breakaway " (2021)
- Single " EarthTears " (2021)
- Single " Sacred Mantra " (2021)
- Single " Spirit and Fire " (2021)
- Single " Desert Angel " (2021)
- Single " Kalimba Rain " (2021)
- Single " Eywa " (2023)
- Single " Trance Tanzania " (2023)
- Single " Angelina " (2023)
- Single " Farewell To Africa " (2023)
- Single " Joy of Freedom " (2023)
- Single " Spirit of Freedom " (2023)
- Single " MindStream " (2023)
- Single " Underwater " (2023)
- Single " Lost Voices " (2023)
- Single " Black Hole " (2023)
- Single " Life Affirmation " (2023)
- Single " Zen Healing " (2023)
- Single " Zen Light " (2023)
- Single " Zen Wisdom " (2023)
- Single " Zen Organic " (2024)
- Single " Time Traveler " (2024)
- Single " Lifted Up " (2024)